# Alexandre Chouffe
Alexandre Chouffe (Besançon, 2 september 1974) is een voormalig Frans wielrenner. Hij was actief als beroepsrenner van 1999 tot 2003.

## Erelijst
1996
- 3e in Bayonne-Pamplona

1998
- 3e in Prix d'Armor

1999
- 3e in 2e etappe Tour de l'Avenir
- 1e in 6e etappe Tour de l'Avenir

2001
- 3e in 2e etappe GP RLVT

2002
- 10e in eindklassement Ronde van Qatar

## Resultaten in voornaamste wedstrijden
| Jaar | Parijs-Roubaix | Eschborn-Frankfurt |
| ---- | -------------- | ------------------ |
| 2001 | 55e            |                    |